# Славеносербски магазин
„Славеносербски магазин” (слсрп. Славено-сербскій магазинъ) је био први српски часопис и најзначајнији штампани текст написан на славеносрпском језику. Штампан је 1768. у Венецији, у штампарији Димитрија Теодосија. Покретач и уредник часописа био је један од најактивнијих српских писаца и просвјетитеља, члан бечке царске Академије, сликар, бакрорезац, историчар, калиграф и издавач, Захарије Стефановић Орфелин. „Славено-сербскиј магазин“ је имао укупно 96 страна, формата 20 пута 13 цм. Подијељен је на девет одјељака, обиљежених римским бројевима у којима су распоређени разни материјали (поуке за дјецу и омладину, религиозни и морални савјети, неколико забавних прилога, савјети из медицине, неколико епиграма и, на крају, шест приказа разних књига).
Први и једини број „Славеносербског магазина“, Орфелин је уредио по угледу на учено-књижевни часопис „Јежемесјачнија сочињенија“, који је издавала Руска академија наука у Петрограду, од 1755. до 1764. Орфелин је „ могао знати и други који журнал, али без сумње највише се угледао на овај руски часопис“ – каже историчар Тихомир Остојић у својој књизи о Орфелину. Он није узео из руског часописа само основне идеје, него и формат и терминологију, па чак и распоред радова. „Орфелин је неке дијелове просто превео, одбацивши што је било за руске прилике и удесио према српским стандардима “- пише Јован Скерлић.
Часопис је објављен непосредно прије почетка руско-турског рата (1768—1774).

## Предговор часописа
У предговору „Славеносербском магазину“, Орфелин је написао да ће га издавати по „деловима и томовима“. Међутим издао је само један број. Нема никаквих писаних података о томе због чега није наставио издавање часописа. Највјероватније да га је обесхрабрио мали број читалаца. Знајући да је за српску публику књига која излази у периодичним издањима нешто ново, Орфелин је у „Магазину“ штампао опширан предговор „Предисловие“ на тринаест страна. У њему је представљен програм часописа који у једно представља и његов најзначајнији дио. Његов значај истакао је Јован Скерлић овим ријечима: „Да Захарије Орфелин ништа друго није написао на овај напредни и разумни предговор, заслужио би часно мјесто у историји српске књижевности и духовног развитка српског. То није само програм књижевног рада Захарија Орфелина, то је један манифест историјског значаја, у коме су први пут на српском језику изнете рационалистичке и просветитељске доктрине 18. века и у ком се први пут у српској књижевности развила мисао световне културе“.
Пошто је образложио своје просвјетитељске идеје, Орфелин у другом дијелу предговора пише да ће у „Магазину“ бити заступљене све врсте људског рода и културе. Он позива своје читаоце на сарадњу и обећава им да ће све радове и преводе објавити „с потпуном верношћу“. Орфелин даље упозорава да „Магазин“ неће штампати јавне спорове, страсне критике, нити друге уврједљиве написе и личне нападе. Даље обећава да ће редакција бити предусретљива према читаоцима и да ће у њему моћи саопштавати своја мишљења и примједбе.
У Орфелиновом предговору истакнута је потреба да свака књига намијењена већем броју читалаца треба да буде писана свима разумљивим језиком. Орфелин се залаже да Срби користе народни језик. Јован Скерлић је писао да је „ у погледу језика Орфелин претеча Вук Караџића.“ Магазин је писан мјешавином руско-словенског и српског језика. Сам Вук је написао 1845. године да је: „ млетачки Магазин врло важан за историју наше књижевности“ и истицао је у погледу увођења народног језика, Орфелин над Доситејем Обрадовићем.